# Celonites wahlenbergiae
Celonites wahlenbergiae är en stekelart som beskrevs av Friedrich W. Gess 1989. Celonites wahlenbergiae ingår i släktet Celonites och familjen Masaridae. Inga underarter finns listade.